# لومبینی
لومبینی (نپالی و سانسکریت: लुम्बिनी  گوش دادن (help·info) به معنای دوست‌داشتنی) یک زیارت‌گاه بودایی در منطقه روپاندهی نپال است. به عقیده بوداییان، لومبینی مکانی است که سیذارتا گوتاما در سال ۵۶۳ پیش از میلاد از ملکه مایادوی زاده شد. گوتاما حدود سال ۵۲۸ پیش از میلاد به روشنایی رسید و گوتاما بودا خوانده شد و بودیسم را بنیان نهاد. لومبینی از زیارت‌گاه‌هایی است که در مکان‌های مکان محوری زندگی گوتاما بودا پدیدار شده‌اند.
لومبینی چندین معبد دارد، از جمله معبد مایادوی و چند معبد دیگر که هنوز هم در مرحله ساخت و ساز قرار دارند. تعداد زیادی بنای تاریخی، صومعه و یک موزه (مؤسسه تحقیقاتی بین‌المللی لومبینی) نیز در این زیارت‌گاه قرار دارند. هم‌چنین پوسکارینی، یعنی حوض مقدسی که در آن مادر بودا پیش از تولد وی غسل کرده بود و بودا را نیز پس از تولد برای نخستین‌بار در آن شسته بود، در همین مکان قرار دارد. در نزدیکی لومبینی، سایت‌های دیگری قرار دارند که به روایت سنت بودایی بوداهای پیشین در آن‌ها متولد شده، به روشنایی رسیده و در نهایت دنیا را وداع گفته بودند.
در سال ۱۹۹۷ یونسکو لومبینی را به عنوان یکی از میراث جهانی یونسکو به رسمیت شناخت.

## در زمان بودا

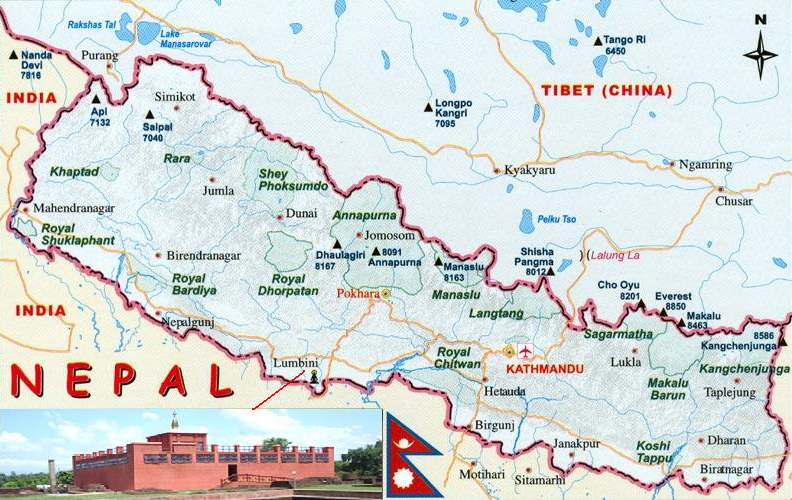
لومبینی روی نقشه نپال

در زمان بودا، لومبینی بین کاپیلاواستو و دواداها (هر دو در نپال) واقع بود. بودا در لومبینی زاده شد. اعتقاد بر این است که ستونی که در سال ۱۸۹۶ کشف شد علامتی برای مکان بازدید آشوکا از لومبینی بوده است. سایت فعلی پیش از اکتشاف ستون با نام لومبینی شناخته نمی‌شد. با توجه به کتیبهٔ روی ستون، کسانی این ستون را به یادبود بازدید آشوکا بازدید و هدیه‌های او بنا نهاده بودند. پارک محل قرارگیری ستون که در ۳٫۲ کیلومتری باگوانپورا واقع شده قبلاً با نام رامیندی شناخته می‌شد.
در سوتا نیپاتا (بیت ۶۸۳) آمده است که بودا در دهکده‌ای در ساکیانز در لومبینیا جاناپادا متولد شد. بودا در لومبینوانا ماند و در سفر خود به دواداها، موعظهٔ سوتای دواداها را ادا کرد.

## اکتشاف دوباره

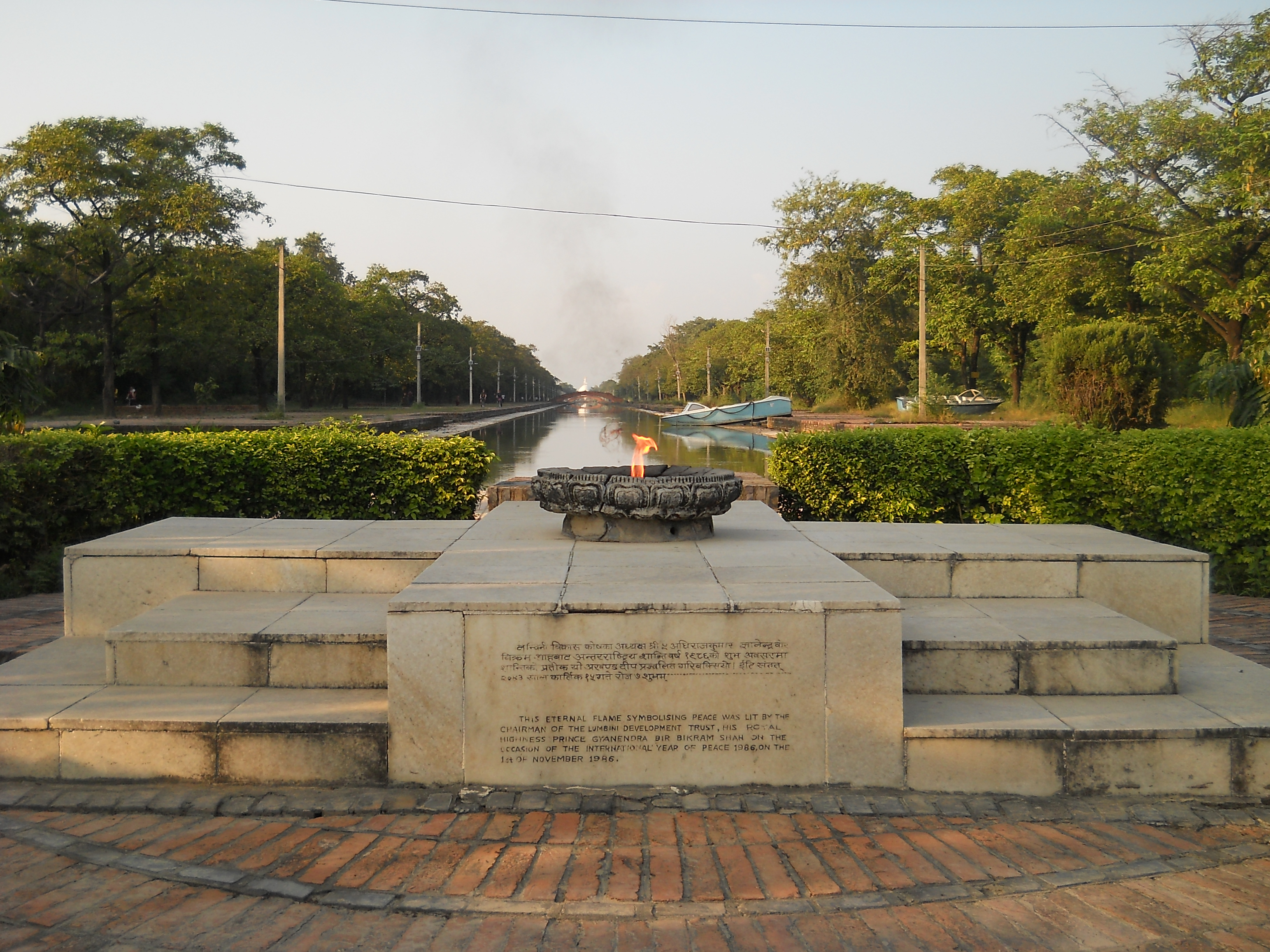
شعله صلح ابدی

در سال ۱۸۹۶، باستان‌شناسان نپالی (به رهبری خادگا سامشر رانا و کمک آلویس آنتون فورر) یک ستون سنگی بزرگ را در لومبینی کشف کردند. فورر حدس زد که ستون توسط آشوکا (امپراتور شاهنشاهی موریا) حدود سال ۲۴۵ پیش از میلاد بر پا شده است. از یادداشت‌های زائر چینی فاکسیان در اوایل قرن پنجم میلادی در روند شناسایی این سایت باستان‌شناسی استفاده شد.
حفاری‌های اخیر زیر سازه‌های آجری معبد مایادوی در لومبینی شواهدی از وجود سازه‌های قدیمی‌تر چوبی در زیر دیواره‌های آجری جدید عبادت‌گاه به دست می‌دهد که قدمت‌شان به عصر آشوکا برمی‌گردد. طرح عبادت‌گاه آشوکایی مشابه طرح سازه چوبی قدیمی است. این موضوع نشان از تداوم استفاده از این سایت به عنوان عبادت‌گاه است. سازه پیشا-موریایی شبیه به یک معبد درختی باستانی متشکل از تیرچال‌ها و یک نرده چوبی دور یک کف سرامیکی حاوی ریشه‌های درخت معدنی شده است که به نظر می‌رسد بر اثر بازدید بازدیدکنندگان فرسوده شده است. سن‌یابی کربن پرتوزای زغال چوب تیرچال‌ها تعیین سن لومینسانس عناصر خاک نشان می‌دهند که فعالیت‌های انسانی (احتمالاً عبادت درختان پیش از بودیسم) در این سایت در حدود سال ۱۰۰۰ پیش از میلاد آغاز شده است و در حدود ۵۵۰ پیش از میلاد در این مکان یک جامعه بودایی صومعه مانند شکل گرفته است.

## وضعیت فعلی

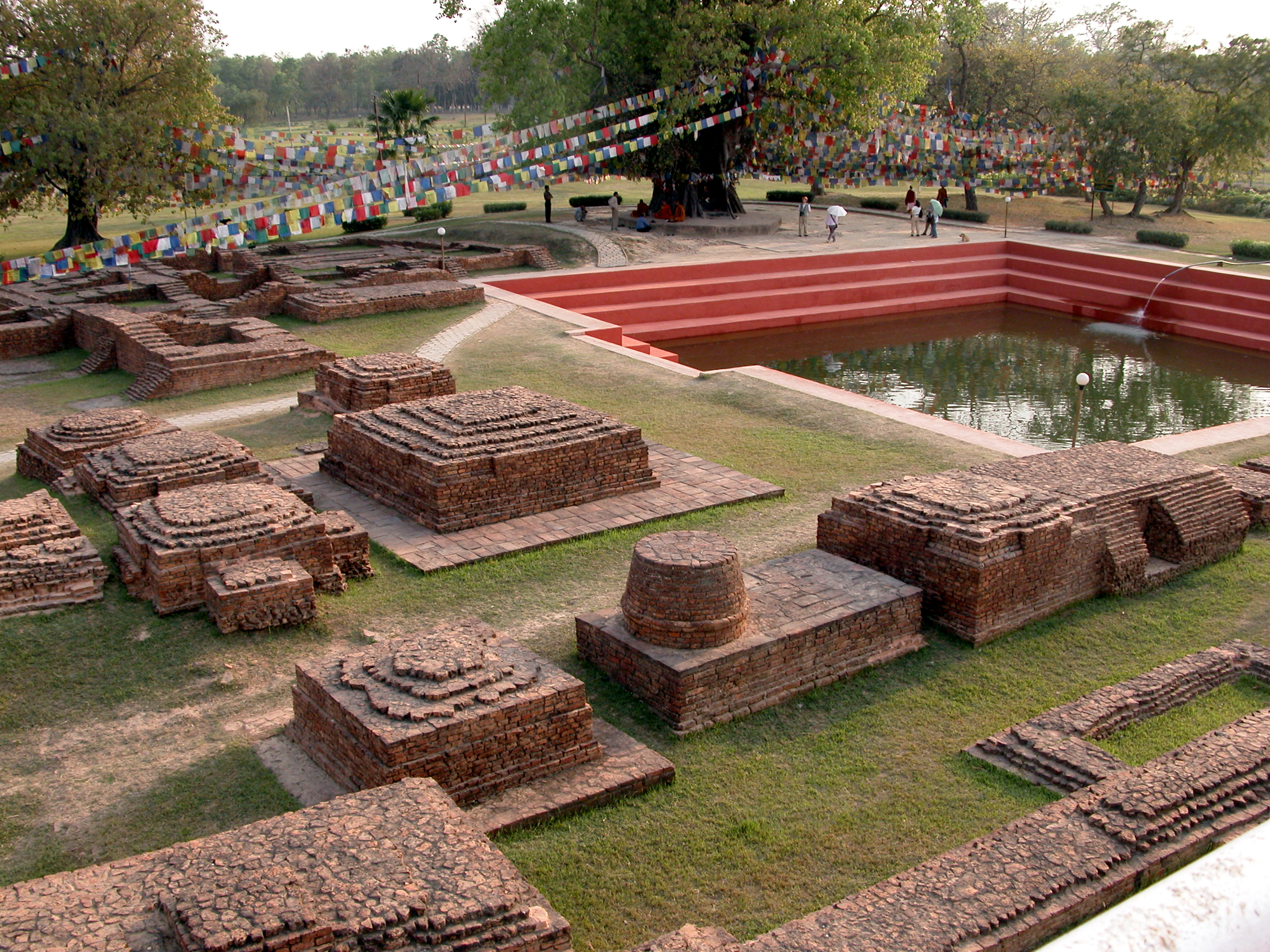
لومبینی

در حال حاضر سایت تاریخی لومبینی ۴٫۸ کیلومتر طول و ۱٫۶کیلومتر عرض دارد. سایت لومبینی در یک منطقه رهبانی بزرگ محصور شده که در آن تنها صومعه ساخته می‌شود و هیچ مغازه، هتل یا رستورانی در آن نیست. این منطقه رهبانی به دو نیمه شرقی و غربی تقسیم شده است که صومعه‌های تراوده در نیمه شرقی و صومعه‌های مهایانه و وجره‌یانه در نیمه غربی قرار دارند.
سایت لومبینی شامل خرابه‌های صومعه‌های باستانی، یک درخت بودا، یک برکه حمام باستانی، ستون آشوکایی و معبد مایادوی است که محل تولد فرضی بودا در آن واقع شده است. از صبح زود تا عصر، زائران کشورهای مختلف به مناجات و مراقبه در سایت می‌پردازند.
یک سازمان غیردولتی به نام بنیاد سامیردی از سال ۲۰۱۳ در زمینه آموزش و پرورش و بهداشت و به خصوص در مدارس دولتی منطقه فعالیت گسترده‌ای داشته است. یک سازمان غیردولتی به نام «بنیاد تبادل و همکاری آسیا و اقیانوسه» (APECF) با حمایت رئیس حزب متحد کمونیست نپال (مائوئیست)، نخست وزیر نپال پراچاندا، دولت چین و گروهی به نام «سازمان توسعه صنعتی ملل متحد» (یونیدو) از سازمان ملل متحد قراردادی را به منظور توسعه لومبینی به سوی یک «منطقه توسع ویژه» با بودجه‌ای به ارزش ۳ میلیارد دلار امضا کردند. سرمایه مشترکاً به دست‌چین و سازمان ملل متحد تأمین شده بود. یک سازمان عمومی‌تر به نام «کمیته ملی راهبری توسعه لومبینی» تحت رهبری پوشاپا کمال داهال در ۱۷ اکتبر ۲۰۱۱ تشکیل شد. این کمیته شش عضوی شامل رهبرحزب کمونیست نپال (اتحادیه مارکسیست-لنینیست) منگل سیدی مناندار، رهبر کنگره نپال مینندرا ریجل، وزیر جنگل‌داری محمد وکیل مسلمان و دیگر رهبران است. به این کمیته این اختیار داده شده بود که «پیش‌نویس یک طرح جامع برای توسعه لومبینی یک منطقه آرام گردشگری را تهیه و این پیش‌نویس را ارائه کند.» هم‌چنین این کمیته مسئول جمع‌آوری حمایت‌های بین‌المللی برای این منظور است.
در سال ۲۰۱۱ جنبش مذهبی نیپونزان میوهی تصمیم به ساخت یک نیایش‌گاه صلح در این پارک گرفت که هرروزه مردمانی از فرهنگ‌ها و ادیان مختلف از آن بازدید می‌کنند.
از آن‌جا که هندوها بودا را یک تجسم ویشنو تلقی می‌کنند، هزاران هندو در طول هلال کامل ماه در ماه نپالی بیساک (آوریل–مارس) برای عبادت ملکه مایادوی به عنوان روپا دوی (الهه مادر لومبینی) به زیارت‌گاه لومبینی می‌آیند.
لومبینی در سال ۱۹۹۷ در فهرست میراث جهانی یونسکو قرار گرفت.

## بر روی اسکناس روپیه نپالی
بانک مرکزی نپال یک اسکناس ۱۰۰ روپیه‌ای با طرح لومپینی، زادگاه بودا، چاپ می‌کند. بنا به گفته بانک مرکزی نپال این اسکناس تنها در طول دشین، جشنواره بزرگ نپال در اکتبر ۲۰۱۳ در دسترس خواهد بود. این اسکناس تصویری از مایادوی مادر بودا را به نمایش می‌گذارد. اسکناس دارای یک نقطه سیاه است که به نابینایان کمک می‌کند اسکناس را تشخیص دهند. نام بانک مرکزی نپال به خط لاتین در کنار تاریخ چاپ اسکناس در هر دو تقویم میلادی و ویکرم چاپ خواهد شد. این اسکناس مطابق تصمیم کابینه نپال در ۲۷ اوت چاپ شد.

## حمل و نقل
لومبینی از کاتماندو حدود ۸ ساعت رانندگی فاصله دارد و از بایراهاوا با ۳۰ دقیقه رانندگی قابل دسترس است. نزدیک‌ترین فرودگاه به لومبینی فرودگاه گوتام بودا در بایراهاوا است که پروازهای دوطرفه به کاتماندو دارد.

## بازدید کنندگان خارجی (۲۰۱۴–۲۰۱۲)
| سال  | ژانویه | فوریه  | مارس   | آوریل | می    | ژوئن  | ژوئیه | آگوست  | سپتامبر | اکتبر  | نوامبر | دسامبر | مجموع   |
| ---- | ------ | ------ | ------ | ----- | ----- | ----- | ----- | ------ | ------- | ------ | ------ | ------ | ------- |
| ۲۰۱۴ | ۸٬۳۵۶  | ۱۷٬۹۶۴ | ۲۰٬۰۳۷ | ۶٬۸۴۳ | ۲٬۵۵۳ | ۲٬۱۱۱ | ۲٬۷۲۶ | ۱۴٬۱۲۳ | ۷٬۹۹۹   | ۱۶٬۴۳۳ | ۲۱٬۰۸۹ | ۱۲٬۷۶۵ | ۱۳۲٬۹۲۶ |
| ۲۰۱۳ | ۹٬۳۷۱  | ۱۷٬۸۶۹ | ۲۲٬۵۸۱ | ۷٬۱۰۱ | ۳٬۶۵۴ | ۳٬۵۵۲ | ۳٬۶۲۱ | ۹٬۶۸۵  | ۷٬۳۵۱   | ۱۳٬۶۱۰ | ۱۶٬۴۸۳ | ۱۰٬۶۱۸ | ۱۲۵٬۴۹۶ |
| ۲۰۱۲ | ۶٬۵۹۱  | ۲۰٬۰۴۵ | ۲۰٬۵۱۹ | ۸٬۲۹۵ | ۱٬۳۱۶ | ۱٬۳۶۶ | ۲٬۶۵۱ | ۱۷٬۹۲۴ | ۷٬۹۵۵   | ۱۳٬۰۹۹ | ۲۱٬۷۴۰ | ۱۴٬۵۶۶ | ۱۳۶٬۰۶۷ |

## نگارخانه

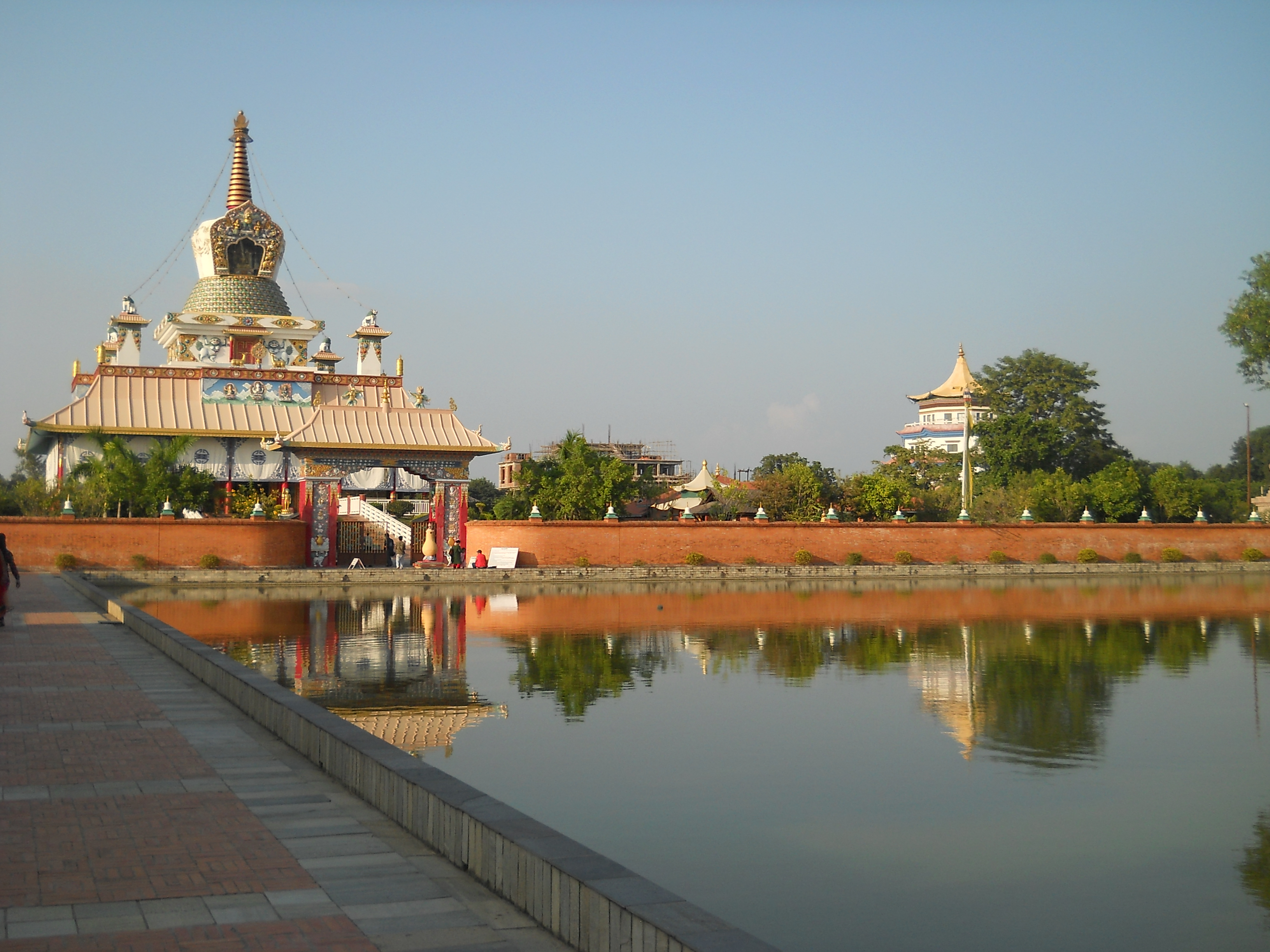
گنبد نیلوفر بزرگ درگونگ کاگیود
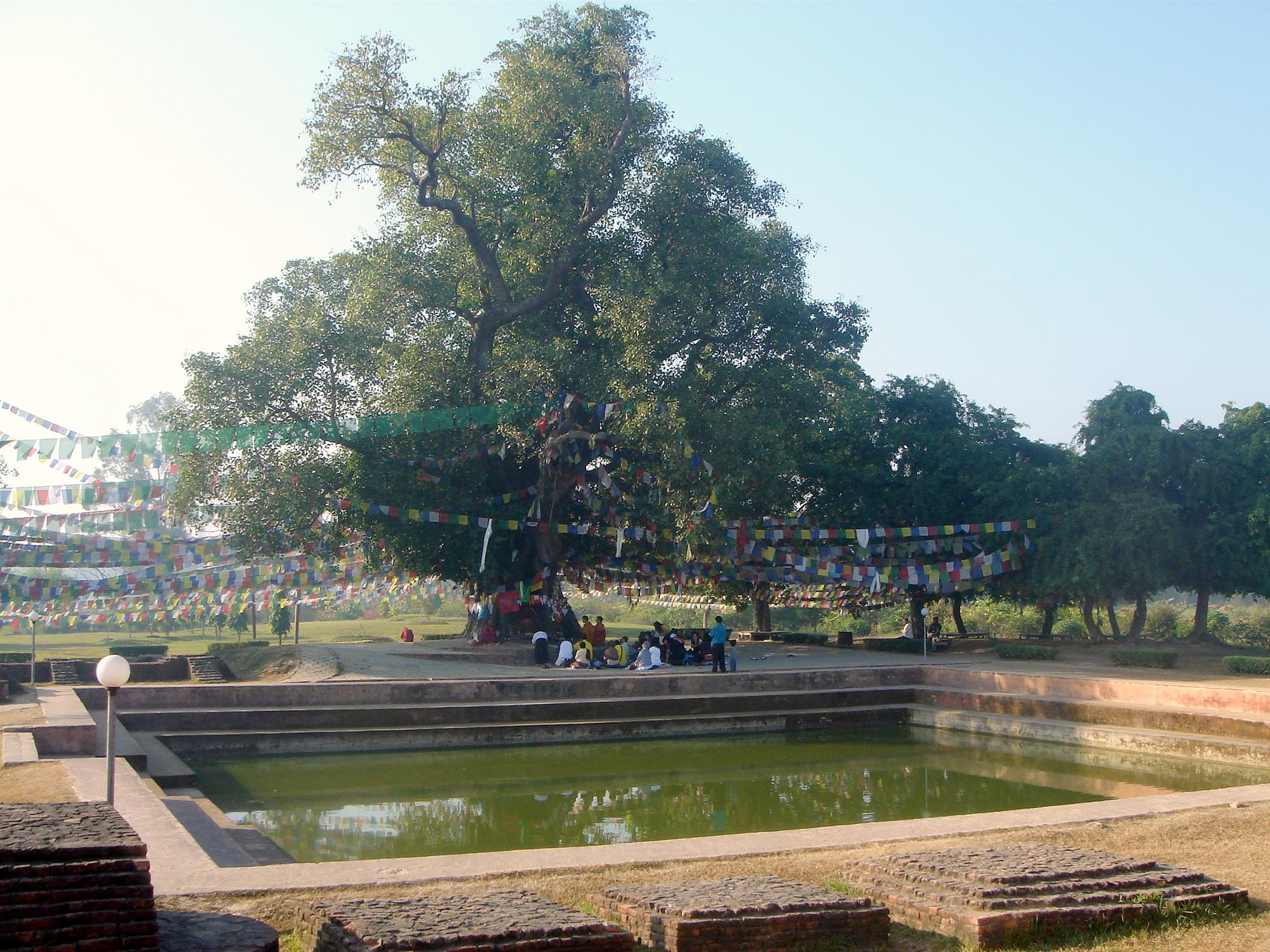
درخت بودا و خوض مقدس در لومبینی
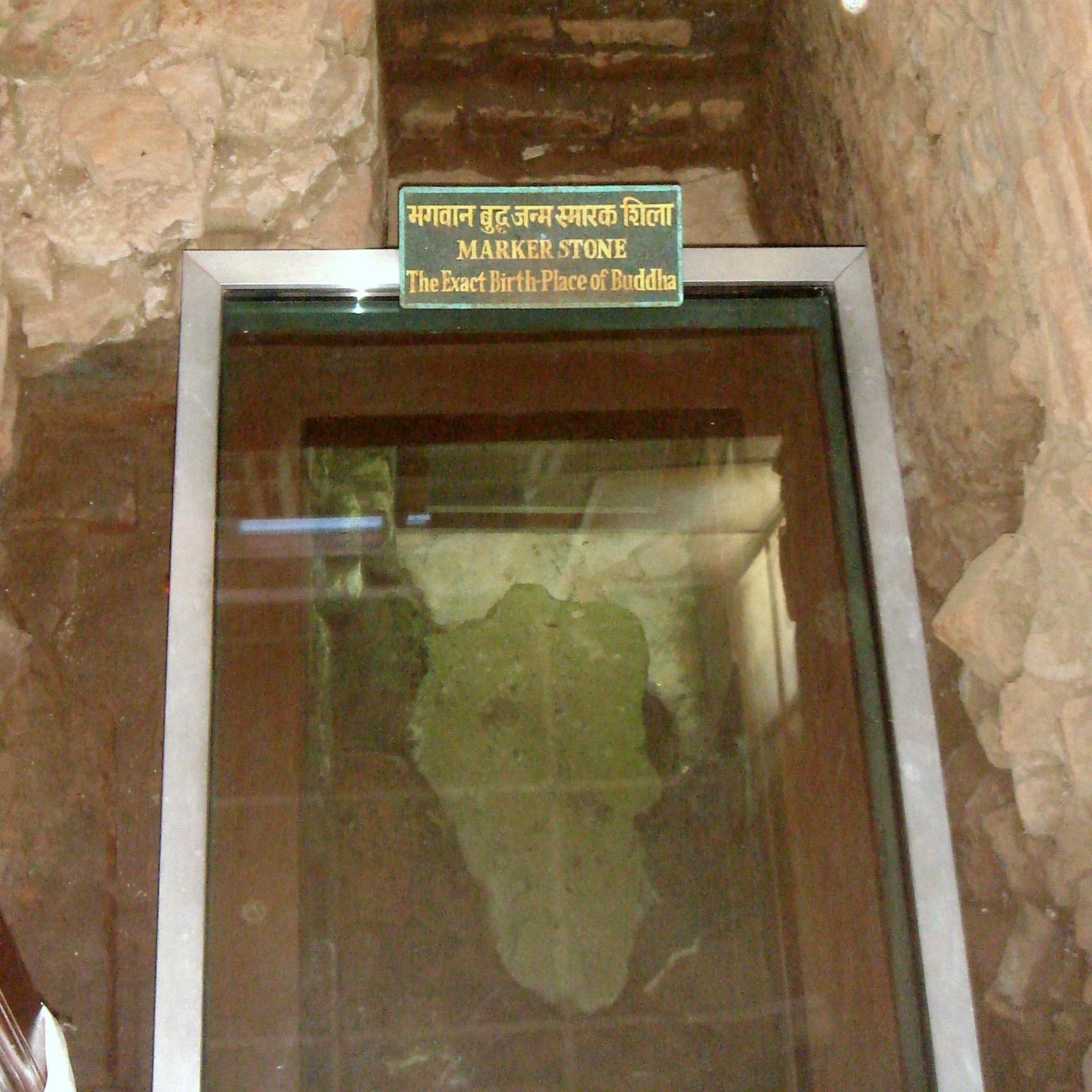
سنگی که گفته می‌شود محل دقیق تولد بودا را نشان می‌دهد
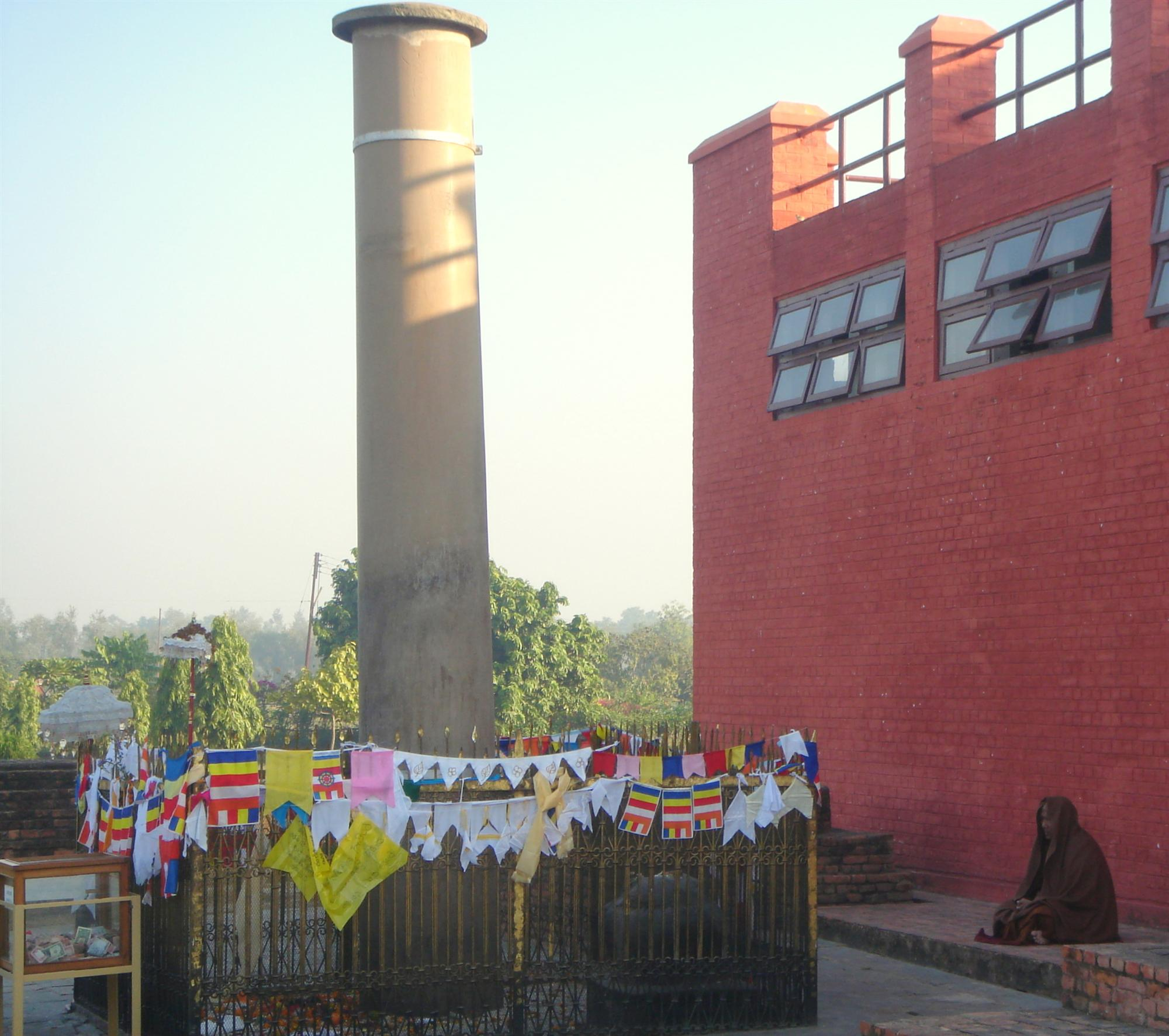
ستون آشوکا
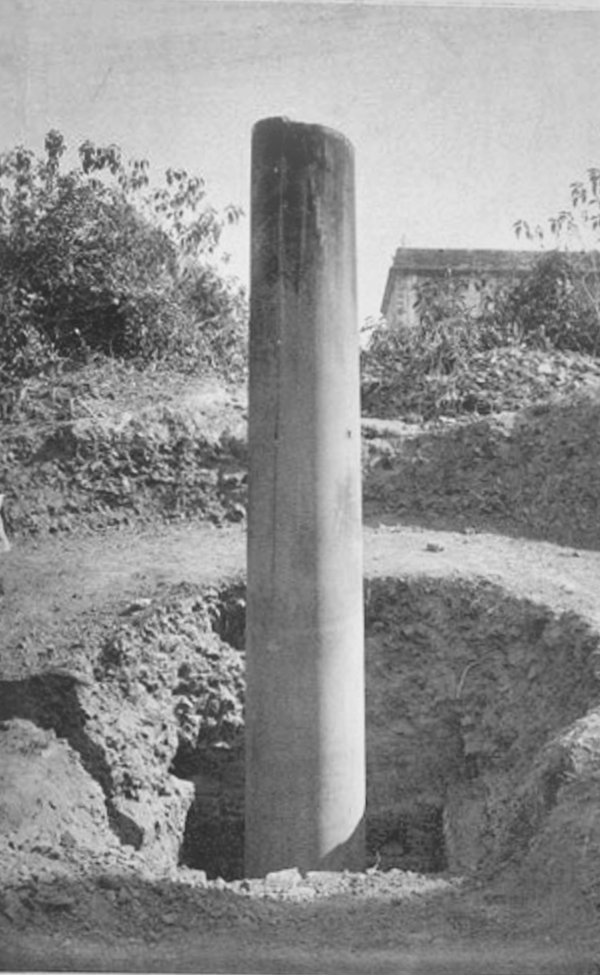
ستون آشوکا در دهه ۱۹۳۰
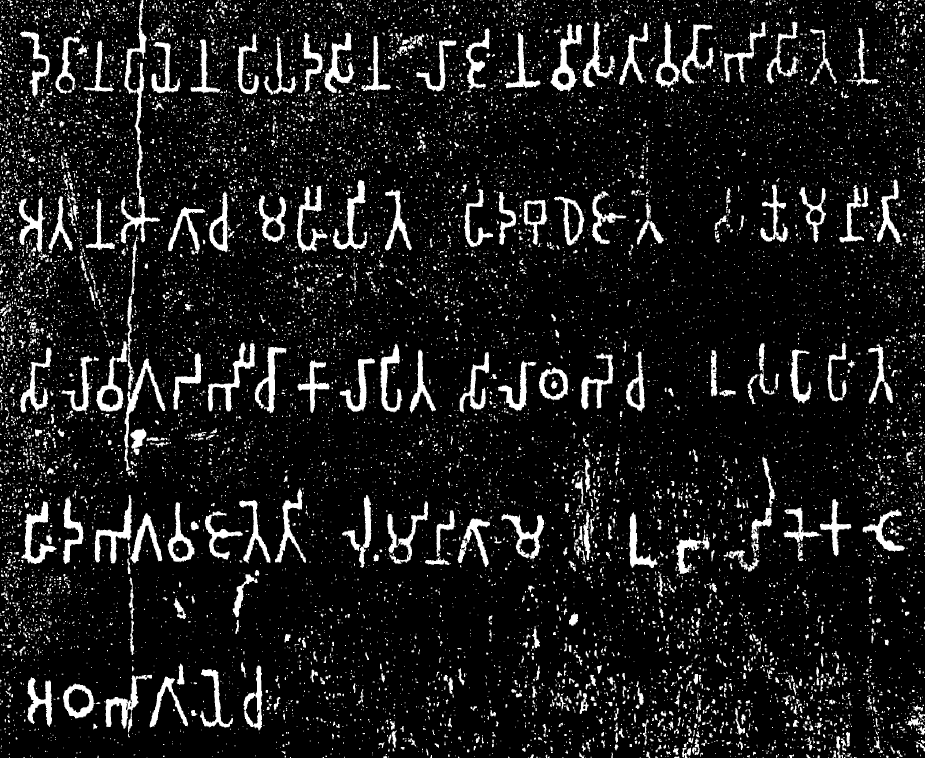
نوشته روی ستون آشوکا
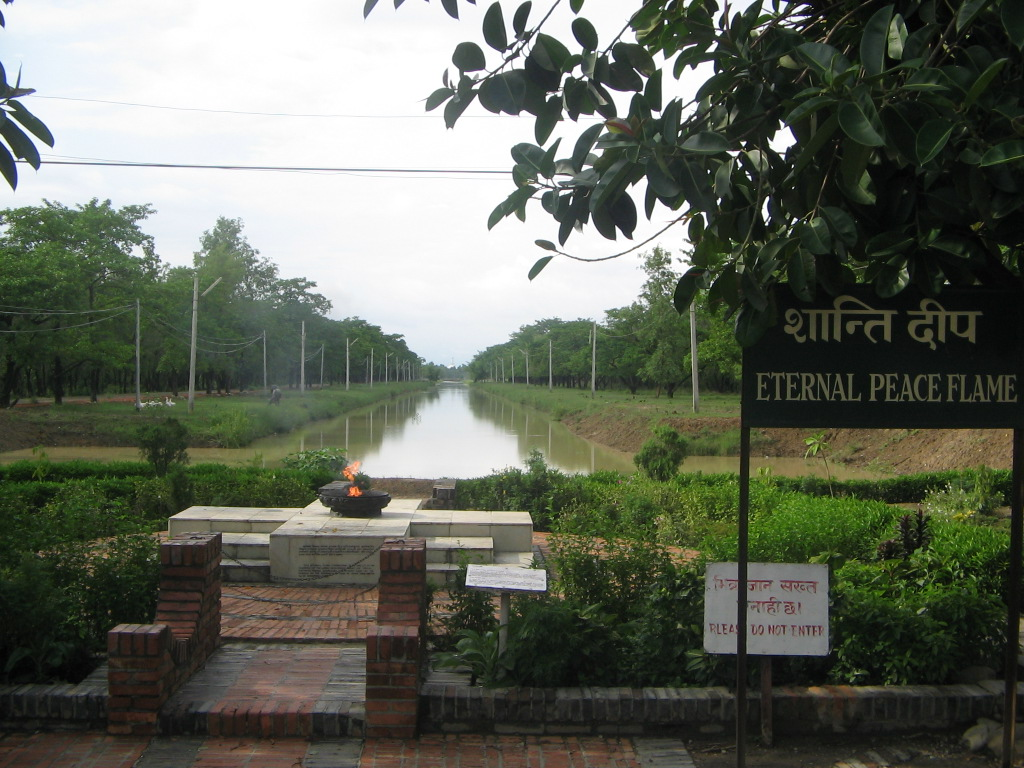
شعله صلح ابدی

## نوشتارهای مرتبط
- بودا
- پوخارا
- کاتماندو